# Наш край (політична партія)
Політи́чна па́ртія «Наш край» — колишня проросійська партія в Україні, створена переважно з вихідців закритої проросійської Партії регіонів. Юридично партію зареєстровано 23 серпня 2011 року під назвою «Блокова партія», однак де-факто вона з'явилася 2014 року, коли частина ексрегіоналів створила нову партію, перейменувавши «Блокову партію» на «Наш край».
Заборонена 19 червня 2024 року.

## Історія
Де-юре партія зареєстрована 23 серпня 2011 року під назвою «Блокова партія», однак де-факто партія з'явилася на українському політичному ландшафті лише 2014 року, коли частина ексрегіоналів вирішила створити нову партію, перейменувавши «Блокову партію» на «Наш край».
На місцевих виборах 2015 року партія посіла третє місце, отримавши 156 місць на посадах голів міст, селищ та сіл та 4375 депутатських мандатів у місцевих та обласних радах. На місцевих виборах 2020 року партія «Наш край» посіла сьоме місце у місцевих радах, отримавши 1894 депутатських мандата у місцевих радах (4.46 % від усіх 42501 депутатських мандатів у місцевих радах) та восьме місце в обласних радах, отримавши 43 депутатських мандата у обласних радах (2.42 % від усіх 1780 депутатських мандатів у обласних радах).[⇨]
27 серпня 2015 року пройшов форум регіональних керівників партії, у якому взяли участь багато мерів та регіональних лідерів. Схожі форуми відбулися у деяких інших областях. Співзасновниками партії виступили Олександр Мазурчак, Юрій Гранатуров, Олександр Фельдман, Антон Кіссе та Сергій Кальцев, які до подій Революції гідності були членами Партії регіонів.
9 червня 2022 СБУ викрили схему з якою голова партії та керівник її осередку продавали прохідне місце до Верховної Ради за $2,5 млн. Керівника та його спільника було затримано.
19 червня 2024 року восьмий апеляційний адміністративний суд задовольнив позов Міністерства юстиції та заборонив діяльність партії. Кошти та інші активи партії, її обласних, міських, районних організацій, осередків та інших утворень мали передати державі. Заборону винесено на підставі документів СБУ з доказами підривної діяльності членів партії, зокрема, закликів керівників та членів партії та її осередків.

## Керівництво
Під час де-факто заснування партії 2014 року партію очолювали 5 співголів (усі — вихідці з Партії регіонів): Антон Кіссе, Юрій Гранатуров, Олександр Фельдман, Сергій Кальцев та Олександр Мазурчак.
Станом на 2021 рік партію очолюють 3 співголови: Олександр Мазурчак, Антон Кіссе та Сергій Шахов.

## Ідеологія

### Де-факто проросійська ідеологія партії
Політолог ІПІЕНД НАН України Марія Кармазіна вважає, що існування партії «Наш край», яка стала ідейною послідовницею проросійської «Партії регіонів», є серйозним викликом для української державності, оскільки члени цієї партії схильні до антиукраїнських чи антидержавницьких дій. Політичний аналітик Денис Казанський називає партію «Наш край», разом з Опоблоком, умовно антимайданною партією, а політолог Віктор Бобиренко спрямованість партії ідентифікує як проросійську, вказуючи, що їхні виборці, не люблять ні Росію, як агресора, ні Захід і НАТО.

#### Заперечення проросійської ідеології партії
За оцінкою політолога Вадима Карасьова насправді партія «Наш край» не є проросійською; натомість, на думку Карасьова, 2020 року партія стала об'єктом незаслуженої критики та звинувачень у проросійськості з боку політичних конкурентів для того, щоби зменшити її рейтинг.

### Де-юре декларована регіонально-спрямована ідеологія партії
Згідно з програмою партії «Наш край» та заявами її лідерів, декларованою ідеологія партії є регіональний егоїзм (регіоналізм). Тобто декларативно партія орієнтується на регіональні еліти, представників місцевого самоврядування, як-от мерів великих міст, аби втілити в життя свою заявлену мету «розвинути свій власний регіон», оскільки, на переконання керівництва партії, «розвиваючи рідний край — ми розвиваємо Україну. Сильний рідний край — сильна Україна!».

## Неофіційна назва партії та партійне гасло
В українських ЗМІ партію «Наш край» іноді неофіційно називають «партією мерів», оскільки після появи партії 2015 року, політики цієї партії стали мерами / міськими головами чималої кількості міст.
Крім цього, у минулому неофіційна назва «партія мерів», навіть згадувалася в офіційному гаслі партії; так у 2015—2020 роках офіційне гасло партії було «партія мерів, господарників та професіоналів» Напередодні місцевих виборів 2020 року, у серпні 2020 року офіційне гасло партії змінилося на «сила господарників та професіоналів» (згадку про «мерів» було вилучено).

## Замовлення політичної реклами
Згідно з дослідженням ГО «Інститут масової інформації», діячі партії є лідерами із замовлення реклами під час передвиборчої кампанії 2015 року. 2020 року партія залишилась одним із найбільших замовників політичної реклами в Україні.

## Участь у виборах

### Місцеві вибори
Партія взяла участь у місцевих виборах 2015 року, отримавши 4640 депутатських місць. За даними Комітету виборців України, «Наш край» став найрезультативнішою партією за співвідношенням обраних депутатів до зареєстрованих кандидатів, набравши 32,3 % У липні 2016 року на довиборах до ВРУ в окрузі № 114 (Луганщина) перемогу отримав Сергій Шахов. За нього віддали голоси 37,62 % виборців.
За підсумками місцевих виборів 2015—2019 років партія увійшла до першої п'ятірки за кількістю обраних депутатів.
На перших виборах у новостворених об'єднаних територіальних громадах, які відбулися в грудні 2016 року, депутатами від «Нашого краю» стали 245 кандидатів.[джерело?]
11 грудня депутатами стали 89 представників партії з 15 ОТГ. Леонід Душа став мером Батурина на Чернігівщині, а Анатолій Малахатка став головою Малотокмачанської сільської ради в Запорізькій області.
Партія отримала 30 % голосів на Миколаївщині та на Чернігівщині (32 %), майже 20 % на місцевих виборах на Донеччині.
На виборах в ОТГ 30 червня 2019 року партія посіла друге місце з 17,2 % мандатів. Депутатами стали 127 представників партії в 25 територіальних громадах.
На місцевих виборах до 86 ОТГ (69 сільських, 16 селищних, 1 міський), що відбулися 22 грудня 2019 року, у 21 області України, а також у додаткових місцевих вибори — в 33 ОТГ (20 сільських, 13 селищних) в 17 областях України «Наш край» отримав 61 мандат, що становить 6,7 % від всіх депутатів, обраних від партій, та посів третє місце серед партій на виборах.
За результатами виборів до Підгородненської міської ОТГ Дніпропетровської області, що відбулися 29 грудня 2019 року, «Наш край» отримав 15,05 % голосів, посівши друге місце.

### Парламентські вибори
На дострокових парламентських виборах влітку 2019 року народними депутатами Верховної Ради України IX скликання стали три представники партії: Антон Кіссе, Валерій Давиденко та Сергій Шахов.